# Spanische Fußballnationalmannschaft der Frauen/Weltmeisterschaften
Der Artikel beinhaltet eine ausführliche Darstellung der spanischen Fußballnationalmannschaft der Frauen bei Weltmeisterschaften. Die von 1988 bis 2015 von Ignacio Quereda und ab dann von Jorge Vilda trainierten Spanierinnen konnten bisher nicht an die Erfolge ihrer männlichen Kollegen anknüpfen und qualifizierten sich erst 2014 erstmals für die WM-Endrunde. Spanien ist damit die zehnte europäische Mannschaft, die sich für eine WM-Endrunde der Frauen qualifizieren konnte. Nach einem Remis und zwei Niederlagen in der Vorrunde der WM 2015 schied Spanien als einzige europäische Mannschaft nach der Vorrunde aus. 2019 konnte das Achtelfinale erreicht werden, wo die Spanierinnen an Titelverteidiger USA scheiterten. 2023 wurden sie das erste Mal Weltmeister, nachdem sie das Spiel gegen England für sich hatten entscheiden können.

## Die Nationalmannschaft bei Weltmeisterschaften

### Übersicht
| Jahr | Gastgeberland         | Teilnahme bis …    | Gegner                          | Ergebnis    | Trainer         | Bemerkungen und Besonderheiten |
| ---- | --------------------- | ------------------ | ------------------------------- | ----------- | --------------- | --- |
| 1991 | Volksrepublik China   | nicht qualifiziert |                                 |             |                 | In der Qualifikation für die Fußball-Europameisterschaft der Frauen 1991 an Dänemark und Italien gescheitert. |
| 1995 | Schweden              | nicht qualifiziert |                                 |             |                 | In der Qualifikation für die EM 1995 an England gescheitert. |
| 1999 | USA                   | nicht qualifiziert |                                 |             |                 | In der Qualifikation an Schweden und der Ukraine gescheitert, die sich aber auch nicht qualifizieren konnte. |
| 2003 | USA                   | nicht qualifiziert |                                 |             |                 | In der Qualifikation an Russland und Island gescheitert, das sich aber auch nicht qualifizieren konnte. |
| 2007 | Volksrepublik China   | nicht qualifiziert |                                 |             |                 | In der Qualifikation an Dänemark gescheitert. |
| 2011 | Deutschland           | nicht qualifiziert |                                 |             |                 | In der Qualifikation an England gescheitert. |
| 2015 | Kanada                | Vorrunde           | Costa Rica, Brasilien, Südkorea | 20.         | Ignacio Quereda | In der Gruppenphase als Gruppenletzter ausgeschieden |
| 2019 | Frankreich            | Achtelfinale       | USA                             | 12.         | Jorge Vilda     | In der Qualifikation setzte sich die Mannschaft gegen Österreich, Finnland, Serbien und Israel durch. In Frankreich waren China, Deutschland und Südafrika die Gruppengegner. Gegen Südafrika wurde erstmals ein WM-Spiel gewonnen. |
| 2023 | Australien/Neuseeland | Finale             | England                         | Weltmeister | Jorge Vilda     | In der Qualifikation trafen die Spanierinnen auf Schottland, die Ukraine, Ungarn und die Färöer. |

### Statistik
(Angaben inkl. 2023: Neun Weltmeisterschaften)
- nicht qualifiziert: sechsmal (66,7 %)
- qualifiziert: dreimal (33,3 %)
  - Vorrunde: einmal (11,1 %, 2015)
  - Achtelfinale: einmal (11,1 %, 2019)
  - Weltmeister: einmal (11,1 %, 2023)

## Die Turniere

### WM 1991 in der Volksrepublik China
Spanien scheiterte bereits in der Qualifikation für die Fußball-Europameisterschaft der Frauen 1991, die als Qualifikation für die erste WM der Frauen in der Volksrepublik China diente. Dabei trafen die Spanienerinnen auf Dänemark, Italien und die Schweiz. Lediglich mit zwei torlosen Remis gegen die Schweiz und Italien konnten Punkte geholt werden. Als Vierter schieden die Spanierinnen aus. Dänemark und Italien qualifizierten sich für die WM.

### WM 1995 in Schweden
Vier Jahre später lief die Qualifikation für die EM 1995 schon besser. Diesmal war nur England etwas besser, gegen das zweimal 0:0 gespielt wurde. Am Ende hatten beide 29:0 Tore, aber Spanien hatte auch beim torlosen Remis in Belgien die Punkte geteilt, während England gegen die beiden anderen Gruppengegner Belgien und Slowenien alle Spiele gewann. Immerhin gelang den Spanierinnen mit dem 17:0 gegen Slowenien ihr bis heute höchster Länderspielsieg. England qualifizierte sich dann auch als eine von fünf europäischen Mannschaften für die WM in Schweden.

### WM 1999 in den USA
Für die dritte Weltmeisterschaft setzte die UEFA erstmals Qualifikationsspiele an. Bis heute ist die UEFA der einzige Kontinentalverband, der separate WM-Qualifikationsspiele durchführt. Spanien traf auf Schweden, die Ukraine und Island, gegen das mit zwei Remis (0:0 und 1:1) die einzigen Punkte gewonnen wurden. Gruppensieger Schweden qualifizierte sich direkt für die WM, die Ukraine scheiterte in den Playoffs der Gruppenzweiten an Deutschland.

### WM 2003 in den USA
Eigentlich sollte die WM 2003 dann wieder in der Volksrepublik China stattfinden. Wegen der SARS-Epidemie wurde das Turnier kurzfristig in die USA verlegt. Damit fand die Weltmeisterschaft zum zweiten Mal in den USA statt. Für Spanien verlief die Qualifikation nur geringfügig besser. Immerhin konnte man zwei Spiele gewinnen: 6:1 gegen Island und 2:1 gegen Russland. Alle anderen Spiele wurden ohne eigenen Torerfolg verloren. Hinter Russland, Island und Italien wurde daher wieder nur Platz 4 belegt. Gruppensieger Russland qualifizierte sich direkt, Island scheiterte in den Playoffs der Gruppenzweiten an England, das im Playofffinale an Frankreich scheiterte, womit sich Frankreich erstmals qualifizierte.

### WM 2007 in der Volksrepublik China
Vier Jahre später fand dann die WM doch zum zweiten Mal in der Volksrepublik China statt. Spanien traf in der Qualifikation auf Dänemark, Finnland, Polen und Belgien. Mit vier Siegen sowie je zwei Remis und Niederlagen wurde der dritte Platz belegt. Lediglich Gruppensieger Dänemark qualifizierte sich für die WM.

### WM 2011 in Deutschland
Die Qualifikation für die WM zweite WM in Europa verlief dann noch etwas besser. In der Gruppenphase wurde der zweite Platz hinter England vor Österreich, der Türkei und Malta belegt. Verpasst wurde die Qualifikation im vorletzten Spiel durch ein 2:2 im Heimspiel gegen England. Da in England mit 0:1 verloren wurde, sprach der direkte Vergleich für England, weil beide gegen die anderen Gruppengegner alle Spiele gewonnen hatten. England setzte sich dann in der Play-off-Runde der Gruppensieger gegen die Schweiz durch und fuhr zur WM. Mit 16 Toren war Adriana Martín aber beste Torjägerin in der Qualifikation.

### WM 2015 in Kanada

Startaufstellung der Spanierinnen in ihrem ersten WM-Spiel

Vier Jahre später qualifizierten sich die Spanierinnen dann endlich für die WM. Nachdem sich die Mannschaft zwei Jahre zuvor für die EM 2013 qualifiziert hatte und dort erst im Viertelfinale ausgeschieden war, war sie bei der Auslosung der Qualifikation für die WM in Kanada schon Topf 2 zugeordnet und wurde der Gruppe mit Italien zugelost, das bei der EM 2013 auch das Viertelfinale erreicht hatte. Spanien war der einzige Qualifikant, der mit fünf Heimspielen begann, die auch alle gewonnen wurden: 6:0 gegen Estland, 2:0 gegen Italien, 1:0 gegen Rumänien, 3:2 gegen Tschechien und 12:0 gegen Mazedonien. Aber auch von den Rückspielen verloren sie keins und gaben nur beim torlosen Remis in Italien einen Punkt ab. Mit dem 2:0 in Rumänien am vorletzten Spieltag qualifizierte sich die Mannschaft vorzeitig für die WM. Italien scheiterte dann in den Playoffs der Gruppenzweiten an den Niederländerinnen, die sich ebenfalls erstmals qualifizierten.
Bei der Auslosung der Gruppen war Spanien nicht gesetzt und wurde der Gruppe mit Südamerikameister Brasilien zugelost. Weitere Gegner waren WM-Neuling Costa Rica und Südkorea. Spanien hatte vor der WM gegen keine dieser Mannschaften gespielt. Die Spanierinnen starteten mit einem 1:1-Unentschieden gegen Costa Rica ins Turnier, gefolgt von einer knappen 0:1-Niederlage gegen Brasilien. Das entscheidende Gruppenspiel ging mit 1:2 gegen Südkorea verloren, wodurch Spanien als Gruppenletzter ausschied. Mit dem Vorrundenaus endete die Amtszeit von Ignacio Quereda, sein Nachfolger wurde Jorge Vilda, unter dem die ersten beiden Spiele seiner Amtszeit gegen China gewonnen wurden.

### WM 2019 in Frankreich
Für die dritte WM in Europa qualifizierte sich Spanien als einzige Mannschaft mit acht Siegen und schaltete dabei Finnland, Israel, Österreich und Serbien aus. In Frankreich trafen die Spanierinnen auf China, Deutschland und erstmals auf Südafrika. Gegen WM-Neuling Südafrika gerieten die Ibererinnen zwar in der 25. Minute in Rückstand, konnten aber durch zwei von Jennifer Hermoso verwandelte Strafstöße und ein Kontertor erstmals ein WM-Spiel gewinnen. Gegen Deutschland waren die Spanierinnen insbesondere in der ersten Halbzeit die bessere Mannschaft, konnten ihre Chancen aber nicht nutzen. Die erste Torchance der deutschen Mannschaft führte dann zum einzigen Tor des Spiels. Schon vor dem Spiel gegen China stand fest, dass beide Mannschaften aufgrund der Ergebnisse der Gruppe E und F bei einem Unentschieden das Achtelfinale erreichen würden. Dies gelang ihnen dann auch nach torlosen 90 Minuten. Im Achtelfinale trafen die Spanierinnen dann auf Titelverteidiger USA und verloren mit 1:2.

### WM 2023 in Australien und Neuseeland
Für Fußball-Weltmeisterschaft der Frauen 2023 wurden den Spanierinnen als Kopf der Gruppe B Schottland, die Ukraine, Ungarn und die Färöer zugelost. Schottland war Gegner in der WM-Qualifikation 1999 und den dramatischen Playoffs der EM-Qualifikation 2013 sowie der EM-Vorrunde 2017, die Ukraine in der WM-Qualifikation 1999, wobei beide Spiele verloren wurden. Auch gegen die Ungarinnen gelang noch kein Sieg – die beiden Spiele in der EM-Qualifikation 1987 wurden verloren. Gegen die Färöer wurde noch nicht gespielt. Die Spanierinnen gewannen alle acht Spiele und erzielten dabei 53:0 Tore. Die Qualifikation wurde bereits mit dem drittletzten Spiel perfekt gemacht.
Bei der Auslosung am 22. Oktober 2022 wurden Spanien, das als Gruppenkopf gesetzt war, Ex-Weltmeister Japan, wie 2015 Costa Rica und WM-Neuling Sambia zugelost, gegen den noch nicht gespielt wurde. Die Spanierinnen starteten mit zwei Siegen, verloren dann aber das Spiel um den Gruppensieg gegen Japan mit 0:4, so dass sie als Gruppenzweite im Achtelfinale auf die Schweiz trafen. Mit 5:1 setzten sie sich gegen die Eidgenossinnen durch, wobei sie alle Tore schossen. Durch den ersten Sieg in einem K.-o.-Spiel trafen sie im Viertelfinale auf die Niederlande und gewann mit 2:1 nach Verlängerung. Im Halbfinale treffen sie auf Schweden, dass sich mit dem gleichen Ergebnis gegen Japan durchsetzte und zuvor Titelverteidiger USA im Elfmeterschießen ausschalten konnte. Nach 80 torlosen Minuten gingen die Spanierinnen in der 81. Minute in Führung. Nach dem Ausgleich sieben Minuten später konnten sie umgehend wieder in Führung gehen und diese bis zum Ende verteidigen. Damit standen sie erstmals in einem großen Finale und gewannen es mit 1:0. Zudem wurden Aitana Bonmatí zur besten Spielerin und Salma Paralluelo zur besten jungen Spielerin gekürt.

## Spiele

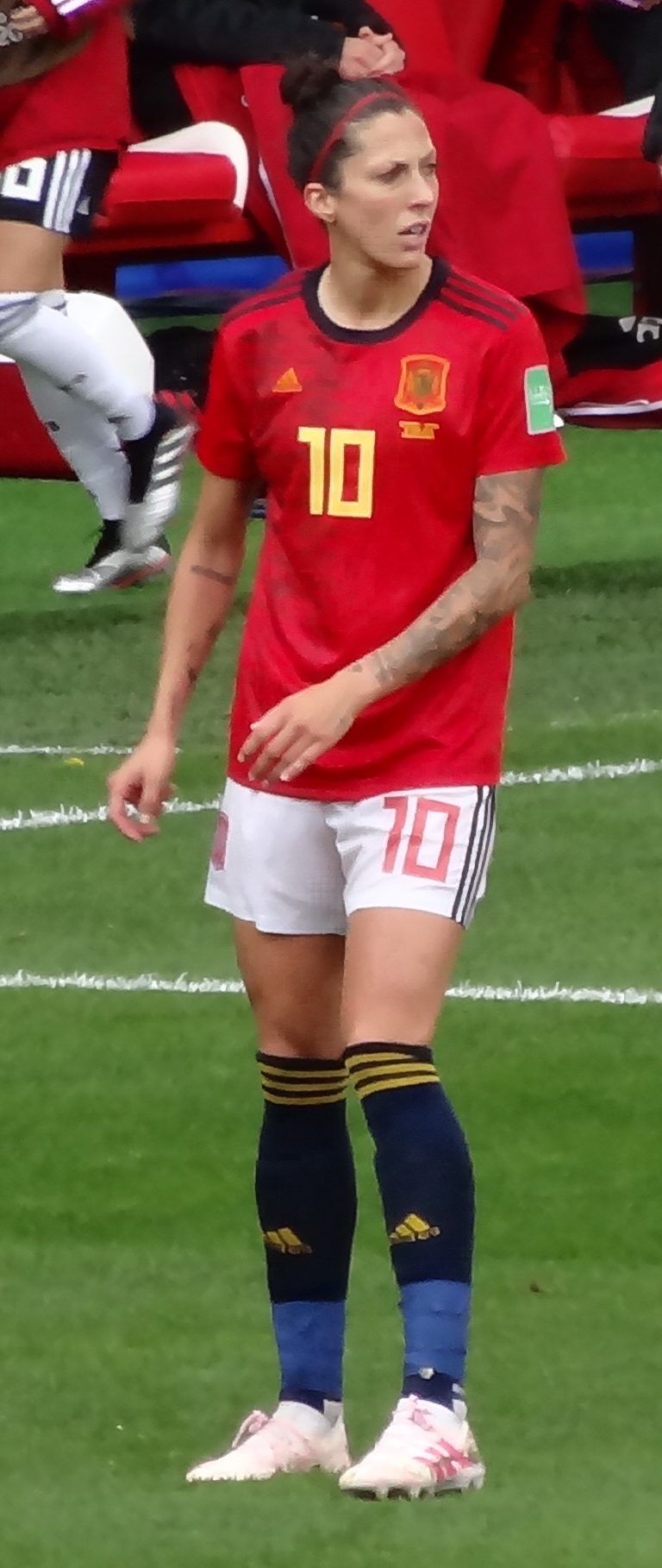
Jennifer Hermoso beste spanische WM-Torschützin

Die Spanierinnen bestritten bisher 14 WM-Spiele, wovon sieben gewonnen wurde, zwei remis endeten und fünf verloren wurden. Ein Spiel musste verlängert werden, da es einen Sieger geben musste und Spanien gewann. Sie spielten gegen Mannschaften aller Konföderationen außer Ozeanien, aber bisher nur gegen die Amerikameister und den Europameister. Alle Spiele waren bis 2023 einmalig und die ersten vier die ersten gegen diese Mannschaften. 2023 kam ein zweites Spiel gegen Costa Rica, den ersten WM-Gegner hinzu. Irene Paredes und Alexia Putellas kamen in allen 14 Spielen zum Einsatz, Jennifer Hermoso ist mit sechs Toren die beste Torschützin der Spanierinnen in WM-Spielen.
| Alle WM-Spiele |            |           |             |   |                    |               |                                                                                        |
| Nr.            | Datum      | Ergebnis  | Gegner      |   | Austragungsort     | Anlass        | Bemerkungen                                                                            |
| 1              | 09.06.2015 | 1:1       | Costa Rica  | * | Montreal (CAN)     | Vorrunde      | Erstes Spiel gegen Costa Rica                                                          |
| 2              | 13.06.2015 | 0:1       | Brasilien   | * | Montreal (CAN)     | Vorrunde      | Erstes Spiel gegen Brasilien                                                           |
| 3              | 17.06.2015 | 1:2       | Südkorea    | * | Ottawa (CAN)       | Vorrunde      | Erstes Spiel gegen Südkorea                                                            |
| 4              | 08.06.2019 | 3:1       | Südafrika   | * | Le Havre (FRA)     | Vorrunde      | Erstes Spiel gegen Südafrika                                                           |
| 5              | 12.06.2019 | 0:1       | Deutschland | * | Valenciennes (FRA) | Vorrunde      |                                                                                        |
| 6              | 17.06.2019 | 0:0       | VR China    | * | Le Havre (FRA)     | Vorrunde      |                                                                                        |
| 7              | 24.06.2019 | 1:2       | USA (TV)    | * | Reims (FRA)        | Achtelfinale  |                                                                                        |
| 8              | 21.07.2023 | 3:0       | Costa Rica  | * | Wellington (NZL)   | Vorrunde      |                                                                                        |
| 9              | 26.07.2023 | 5:0       | Sambia      | * | Auckland (NZL)     | Vorrunde      | Erstes Spiel gegen Sambia 100. Länderspiel und 50. Länderspieltor von Jennifer Hermoso |
| 10             | 31.07.2023 | 0:4       | Japan       | * | Wellington (NZL)   | Vorrunde      |                                                                                        |
| 11             | 05.08.2023 | 5:1       | Schweiz     | * | Auckland (NZL)     | Achtelfinale  |                                                                                        |
| 12             | 11.08.2023 | 2:1 n. V. | Niederlande | * | Wellington (NZL)   | Viertelfinale |                                                                                        |
| 13             | 15.08.2023 | 2:1       | Schweden    | * | Auckland (NZL)     | Halbfinale    |                                                                                        |
| 14             | 20.08.2023 | 1:0       | England     | * | Sydney (AUS)       | Finale        |                                                                                        |

Anmerkung: Die fett gedruckte Mannschaft war zum Zeitpunkt des Spiels Meister ihrer Konföderation. 

## Besonderheiten
- Spanien gelang am 26. Juli 2023 der höchste WM-Sieg, musste aber fünf Tage später die höchste WM-Niederlage hinnehmen.
- Spanien erhielt als erste Mannschaft am 8. Juni 2019 einen Strafstoß nach Videobeweis zugesprochen, den Jennifer Hermoso verwandeln konnte.
- Spanien konnte noch kein WM-Spiel gegen die anderen Weltmeister gewinnen:
  - 2019: 0:1 gegen Deutschland in der Vorrunde und 1:2 gegen die USA im Achtelfinale
  - 2023: 0:4 gegen Japan in der Vorrunde